# Kalmár Ferenc (tanító)
Kalmár Ferenc (Bihardiószeg, 1828. szeptember 17. – 1888 után) tanító.

## Életútja
Módos, református földművesgazda szülők gyermeke. Szülőhelyén végezte el az elemit és az akkor még itt fennálló hatosztályos gimnáziumot, ahol eredményei alapján már az utolsó években a kisebb osztálytanítónak négy éven át segédkezett, s ez a pedagógusi pálya felé orientálta. A debreceni református főiskolában tanult, ahol 1844 őszén subscribált és onnan mint tanító ment ki Kismarjára, ahol két évet töltött el; azután ismét visszament Debrecenbe, ahol Zákány Józseftől hallgatta a neveléstudományt. 
1848. március 14-én vizsgát tett és Tiszaföldváron lett tanító, ahol öt évig működött, azután Tisza-Nagyréven három évig, Túrkevén három és fél évig tanított. 1859. szeptemberben meghívták Bihardiószegre, ahol 1871-ig mint a fiúgyermekek, azután mint leányok tanítója működött. Mint természetkedvelő megtanulta az állatkitömést. Jeles kertész volt, maga Lukácsi Sándor is meglátogatva őt, elismerően nyilatkozott virágos és fás kertjéről. Nagy hangsúlyt helyezett a gyermekek gyakorlati oktatására, megismertette velük „az állattömészetet, virágkertészetet s a házi iparmunkák közül a szék és kosárfonást, művirágkészítést; leánytanítványai felügyelete alatt oktattak a női kézimunkákban.” Számontartott és sűrűn látogatott régiség- és természetrajzi gyűjteményét külön nagy helyiségben rendezte be. Az érmelléki református tanítóegylet elnöki tisztét is betöltötte, melyről négy évi munkásság után vonult vissza, mert megrendítette a lelkészként már működő Viktor fia váratlan halála.
A nagyváradi Biharnak tizenegy évig és a székelyhídi Érmelléknek három évig volt rendes levelezője, mely lapokban közhasznú cikkei is jelentek meg, pl. a háziiparról; a Tanügyi Lapokban (1874. Alakítsuk át az iskolaudvart kertté, Tartsunk iskoláinknál gyűjteménytárt, múzeumot, Új anyag a kézi munkához, muhar, Horkai Antal halálára költemény, 1875. Észrevételek, Növények az iskolatermekben, Kézi foglalkozások az iskolában, 1876. Válaszul egy tanítónak, tanácsul sokaknak.)